# Nezara
A Nezara a félfedelesszárnyúak (Hemiptera) rendjében a poloskák (Heteroptera) alrendjébe sorolt címerespoloska-alkatúak (Pentatomomorpha) öregcsalád névadó valódi címeres poloskák (Pentatomini) nemzetségének egyik neme.
A fajok elkülönítése meglehetősen nehéz; számuk is erősen vitatott. Az ITIS rendszerében a nem monotipikus; egyetlen faja a zöld vándorpoloska (Nezara viridula).
A nemnek a 20 században még több mint hatvan faja volt, azóta többet más nemekbe soroltak át (pl. a Mediterráneumban honos N. heegeri-t és N. millierei-t az Acrosternum nembe.

## Származása, elterjedése
Az eredeti, több mint hatvan fajt felölelő nem fajainak többsége trópusi, illetve újvilági. A palearktikumban mindössze hét faja él, közülük Dél-Európában három. A közép-dunai faunakerületben 3 faj és 3 változat él, de az elmúlt évezredben ezeket hazánkban nem mutatták ki. A zöld vándorpoloskát (Nezara viridula) 2002-ben figyelték meg először, azóta egész Magyarországon elterjedt. Nemcsak a kertészeti és szántóföldi kultúrákban okoz jelentős károkat, de az utcai fákon is megél.

## Megjelenése, felépítése
Fűzöld színű, közepes vagy nagy termetű. Hátoldala kevéssé domború, a hasa inkább. A 2. haslemezen majdnem a hátulsó csípők között egy dudor alakult ki. A szipóka első íze nem érinti a fej alapját. Az előhát vállcsúcsai nem hegyesek és nem szögellnek ki, oldala nem fogazott. A fej hosszúkás, a széles fejpajzs vége szabadon áll. Csápdudora látható. Középmellén erős, hosszanti, ék alakú borda húzódik. A bűzmirigy kivezető nyílása hosszabb vagy rövidebb hegyben végződik. A fej széle a szemek előtt egy kis darabon sárga, az előhát oldala és az exocorium széle mintegy a közepéig szintén sárga. A connexivumokból csak sárga szegélyük látszik, szelvényenként 1-1 fekete folttal.